# Gustav-Siegle-Haus

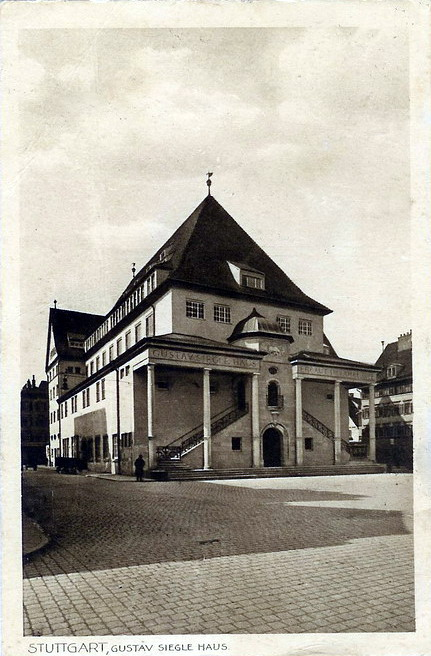
Gustav-Siegle-Haus 1914

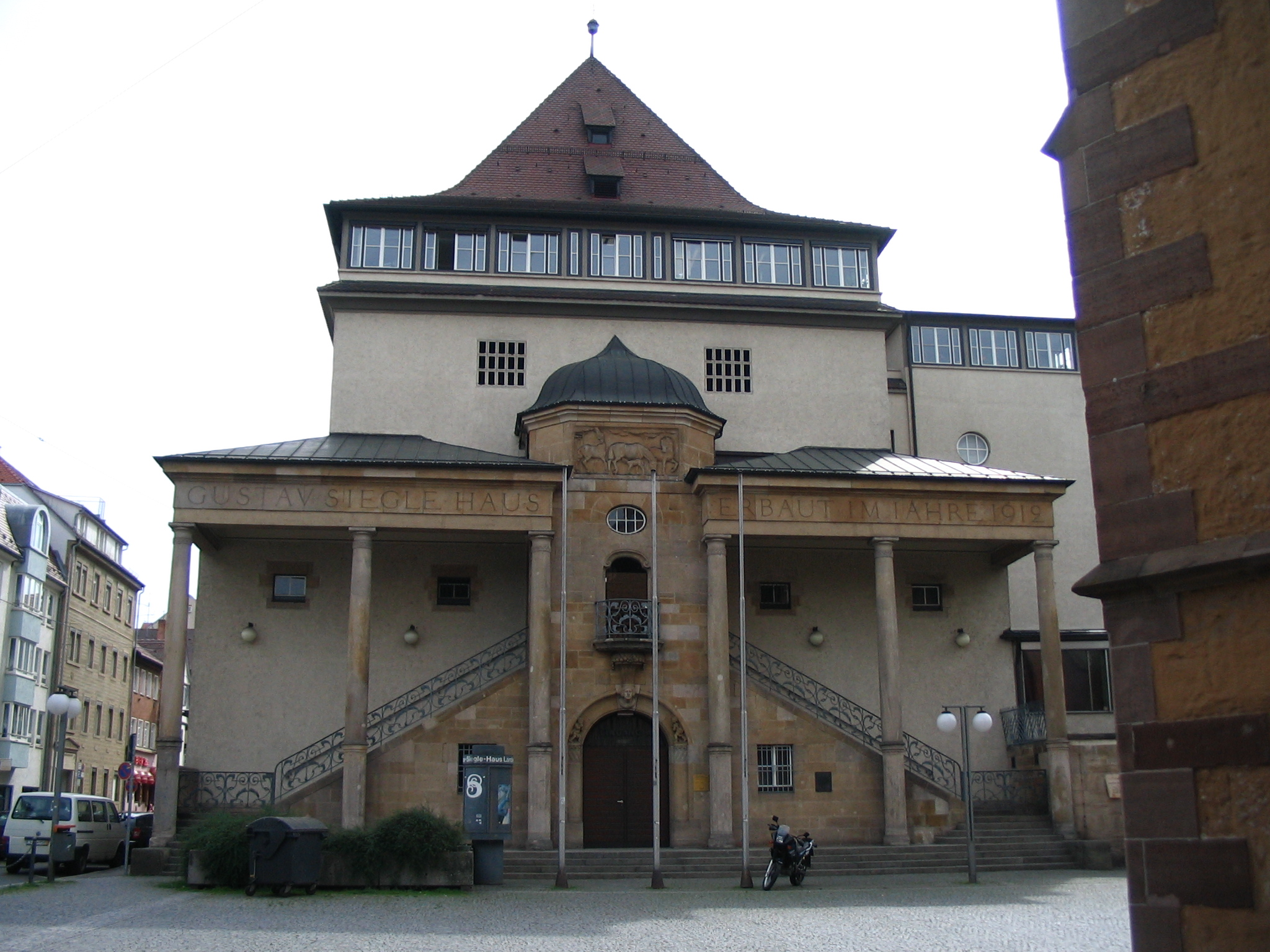
Gustav-Siegle-Haus heute; vor der linken Freitreppe erkennt man die bepflanzten Betontröge, die den Zugang zu einem Weltkriegs-Tiefbunker abdecken, der nach dem Krieg vorübergehend als Bunkerhotel genutzt wurde

Das Gustav-Siegle-Haus – heute Philharmonie Gustav-Siegle-Haus genannt – am Leonhardsplatz in Stuttgart-Mitte geht auf den Industriellen Gustav Siegle (1840–1905) (G. Siegle & Co.) zurück. Das 1910 bis 1912 nach Plänen Theodor Fischers errichtete Gebäude dient bis heute als Veranstaltungsort für Musik, Kunst und Bildung.

## Geschichte
Nachdem Gustav Siegle 1905 gestorben war, gründete seine Witwe Julie 1907 gemeinsam mit ihren Töchtern und Schwiegersöhnen eine nach ihm benannte Stiftung, die zuletzt mit 700.000 Goldmark ausgestattet war. Die Gustav-Siegle-Stiftung hatte zum Ziel, ohne Unterscheidung von religiösen und politischen Richtungen der Volksbildung zu dienen. Um der Stiftung die nötigen Räumlichkeiten zur Verfügung zu stellen, wurde das Gustav-Siegle-Haus ab 1910 von Theodor Fischer im romantischen Stil erbaut. Beim Ausschachten der Baugrube stellte sich heraus, dass das Gelände ein ehemaliger Friedhof war (Leonardsfriedhof bis 1805). Die feierliche Einweihung des repräsentativen Gebäudes am Leonhardsplatz 28 zwischen Bohnenviertel und Leonhardskirche war am 6. Oktober 1912.
Zwischen 1930 und 1980 bestand gegenüber dem Gustav-Siegle-Haus das Leonardsbad, konzipiert als Gegendarstellung zum Heslacher Hallenbad.
Der württembergische Innenminister Johann von Pischek, Leiter der Stiftung und Freund Gustav Siegles, erklärte in seiner Einweihungsrede, das Gustav-Siegle-Haus solle „den Angehörigen der weitesten Kreise des Volkes den Zugang zu gediegener Bildung des Geistes und des Herzens erleichtern und eröffnen, und so ihrem Leben erhöhten Wert und erhöhte Freude verschaffen“.
Im Zweiten Weltkrieg wurde das Gustav-Siegle-Haus 1944 bei schweren Luftangriffen zerstört. Die Gustav-Siegle-Stiftung wurde 1949 aufgelöst, das nach Inflation und Währungsreform verbliebene Restvermögen auf die Stadt Stuttgart übertragen. Das Gebäude wurde 1953/1954 von Architekt Martin Elsaesser, einem Schüler Fischers, wieder aufgebaut, wobei sich Elsaesser weitgehend an die Originalpläne anlehnte.

## Gegenwart
Das seit der Renovierung im Jahr 2000 als Philharmonie Gustav-Siegle-Haus bezeichnete Gebäude dient weiterhin als Veranstaltungsort für Bildung und Kultur. Hier finden zahlreiche Konzerte, Vorträge und Workshops statt. Es hat einen großen Saal mit knapp 500 Sitzplätzen und einen kleinen mit mehr als 150 Plätzen. In der Philharmonie haben auch die Stuttgarter Philharmoniker ihren Sitz (und einen Probesaal).
Am 6. März 2007 eröffnete darüber hinaus der „Kunstbezirk“ im Gustav-Siegle-Haus, eine nicht kommerzielle Galerie für Kunst aus der Region Stuttgart.

## Bix Jazzclub

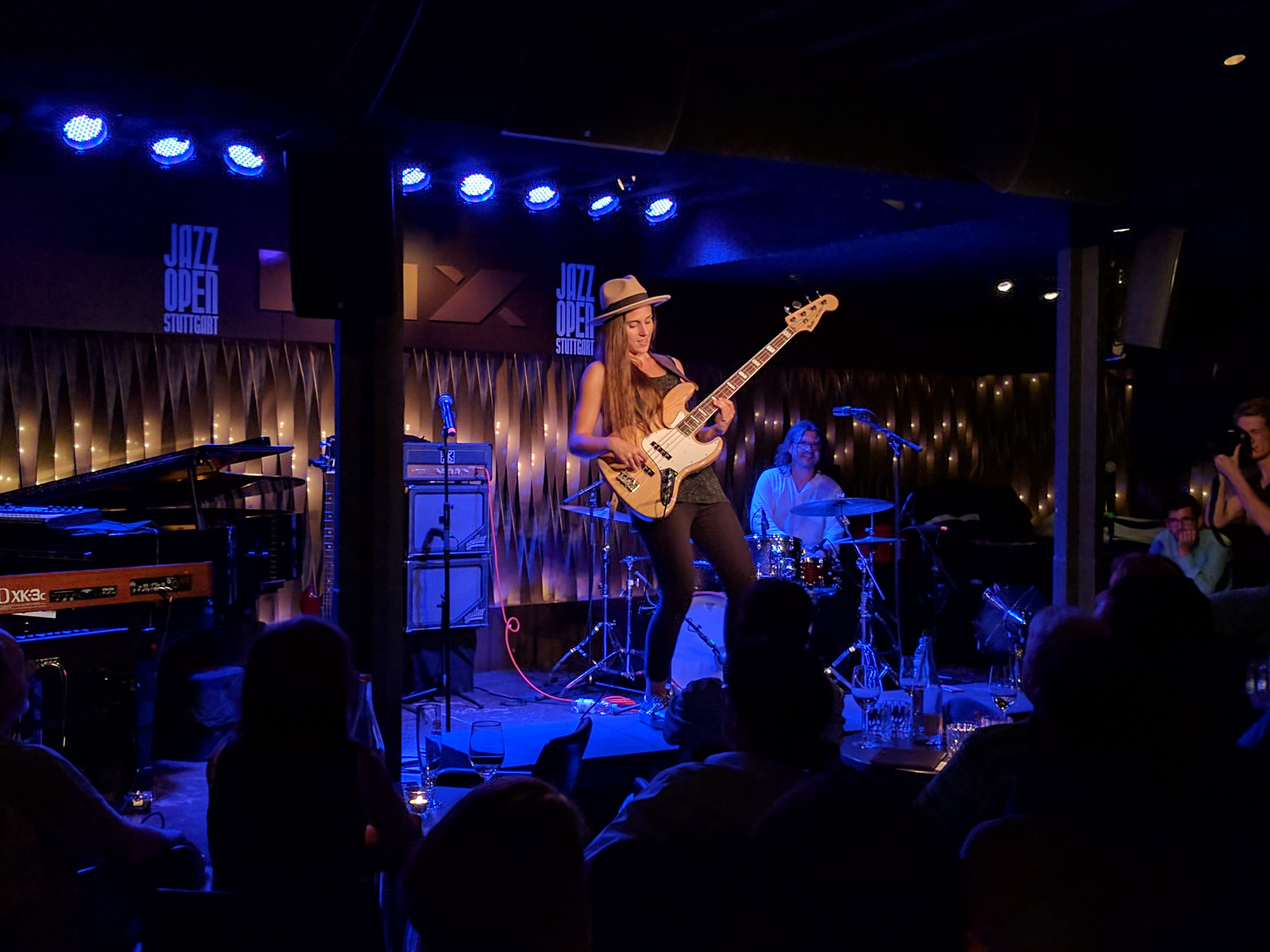
Die Bassistin Kinga Głyk im Rahmen der Jazzopen Stuttgart am 12. Juli 2017 im BIX Jazzclub.

Am 16. Dezember 2006 eröffnete der nach dem Jazz-Trompeter Bix Beiderbecke benannte Bix Jazzclub im Anbau des Gustav-Siegle-Hauses. Die Programmgestaltung liegt beim gemeinnützigen Verein Jazzcom e. V., der 2003 u. a. von Wolfgang Dauner und Helen Schneider gegründet wurde. Es traten bereits bekannte Musiker wie Joshua Redman, Wynton Marsalis und Manu Katché auf. Der Club fasst rund 200 Gäste und besteht aus zwei Ebenen, dem eigentlichen Zuhörerraum im Erdgeschoss und einem Bar- und Loungebereich auf einer Galerieebene, in den die Musik übertragen wird. Das Bix wird, wie auch andere Jazzclubs in Stuttgart, von der Stadt gefördert.